# Де ваш син?
Де ваш син? (рос. Где ваш сын?) — радянський художній фільм 1986 року, знятий на Кіностудії ім. М. Горького.

## Сюжет
Віктор Кольцов (герой фільму «Увага! Всім постам…»), демобілізувавшись з армії, стає працівником міліції. Розслідуючи справу про квартирну крадіжку, Віктор виходить на одинадцятирічного хлопчину, який втік з дитячого будинку. Однак герой не застосовує крутих заходів, а знайомиться ближче з дітьми і робить все можливе, щоб повернути знедоленим дітям надію і віру в краще життя. «Коли дитина стає сиротою, втративши батьків, — це страшно, але зрозуміло. А сирота при живих батьках — це і страшно, і незрозуміло. З трагедією таких дітей, яким дали життя, але відняли будинок, материнську ласку, тепло, і стикається герой нашого фільму», — розповів про свій фільм режисер Ігор Вознесенський.

## У ролях
- Андрій Ростоцький — Віктор Кольцов
- Володимир Сичов — Альоша Халін
- Максим Максимов — Федір Фролов
- Євген Петров — Єгор Безфамільний
- Тамара Дегтярьова — Анна Петрівна Максимова
- Олена Валаєва — Лазарева
- Олександр Потапов — Геннадій Дмитрович
- Юрій Чернов — Мигунов
- Анатолій Васильєв — Борис Павлович Фролов
- Олена Борзова — Віра Андріївна
- Володимир Нікітін — Петро Сергійович
- Павло Ремезов — Забродін
- Анатолій Грачов — міліціонер
- Анна Бистрова — епізод
- Олександр Горбенко — шабашник
- В'ячеслав Горбунчиков — Митяй, шабашник
- Василь Долбітіков — епізод
- Капітоліна Іллєнко — подруга Клавдії
- Артем Карапетян — Мамедов, потерпілий
- Валентина Клягіна — педагог
- Катерина Куравльова — Лощинська
- Андрій Мартинов — педагог
- Юрій Маляров — старший лейтенант міліції
- Микола Мерзлікін — епізод
- Марія Скворцова — Клавдія
- Олександр Толубаєв — епізод
- Ірина Черіченко — епізод
- Зінаїда Ярош — Ніна Георгіївна, мати чотирьох дітей
- Наталія Ричагова — Наталія Сергіївна
- В'ячеслав Жариков — папаша
- Григорій Дунаєв — міліціонер

## Знімальна група
- Режисер — Ігор Вознесенський
- Сценаристи — Ігор Вознесенський, Юрій Іванов
- Оператор — Анатолій Буравчиков
- Композитор — Марк Мінков
- Художник — Фелікс Ростоцький